# 湯匙山

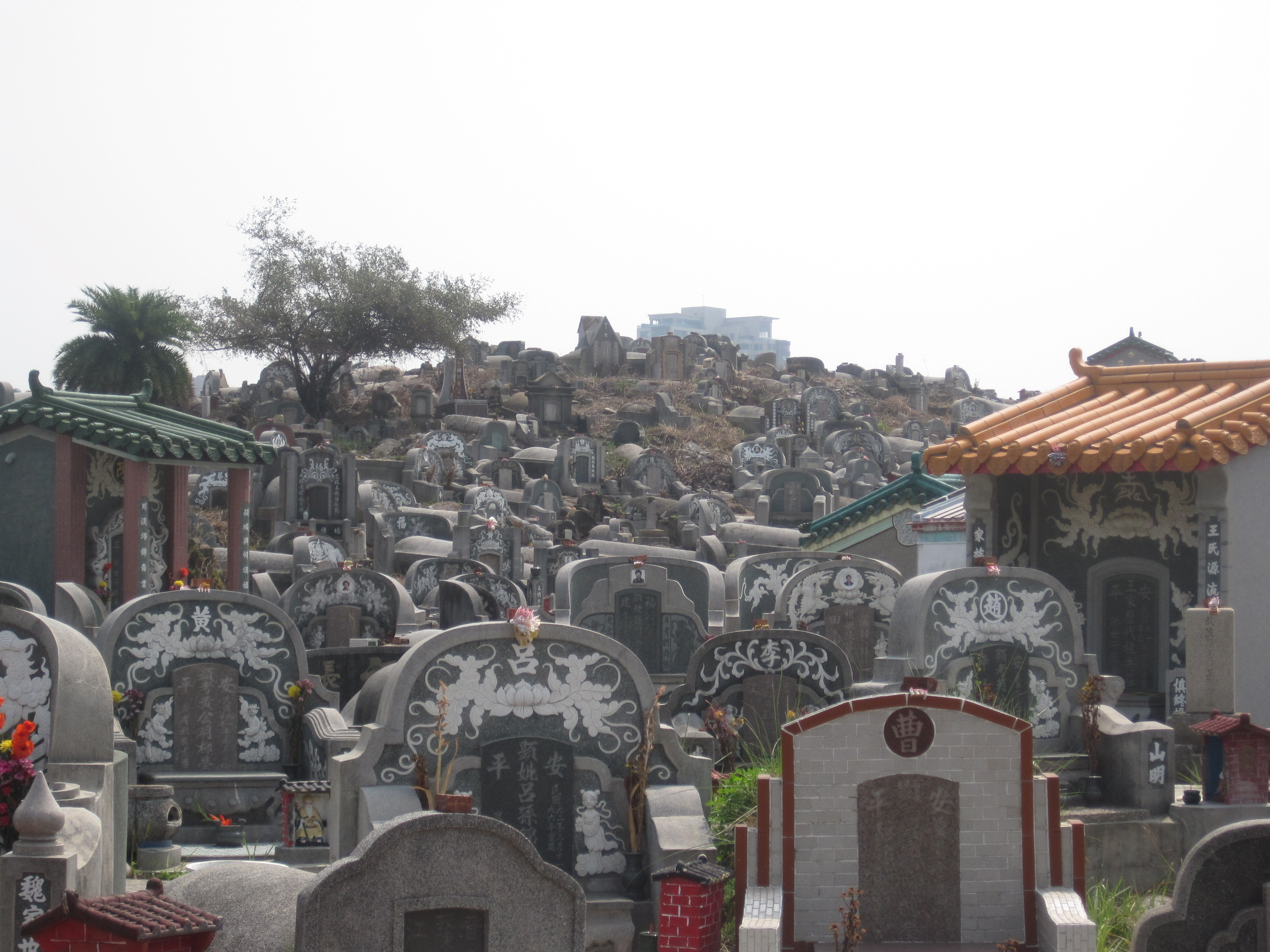
湯匙山上的公墓

22°59′56″N 120°09′35″E / 22.998963°N 120.159842°E
湯匙山為臺灣臺南市安平舊聚落西南側的一座小山丘，因其形狀像覆匙故名之，又稱為山仔頂、貴雅山。山上曾有荷人建的烏特勒支堡，而因其風水地勢，自古以來即作為當地民眾的墓地，為台南地區歷史最悠久的公墓，在戰後被劃為安平第一公墓，並於1990年由臺南市政府公告禁葬。

## 介紹
於臺灣荷蘭統治時期時，荷蘭人為了加強熱蘭遮城的安全性，於1639年在湯匙山上建造了烏特勒支堡（Fort Utrecht），或稱友特歷非特堡，其名自荷蘭地名烏特勒支。位於湯匙山腳下的「窯尾古井」是為了山上駐軍所建，至今仍可使用。古井內壁最下層以咕咾石堆砌，第二層是荷蘭磚堆砌，第三層則是明鄭和清代時期紅磚，第四層由日治及民國時期的磚塊堆砌而成。在鄭成功攻臺之役最後之戰，鄭軍於1662年1月25日自北、西、南三面砲轟烏特勒支碉和熱蘭遮城，而荷軍在當天晚上自行引爆了烏特勒支堡，此堡現已無跡可尋。

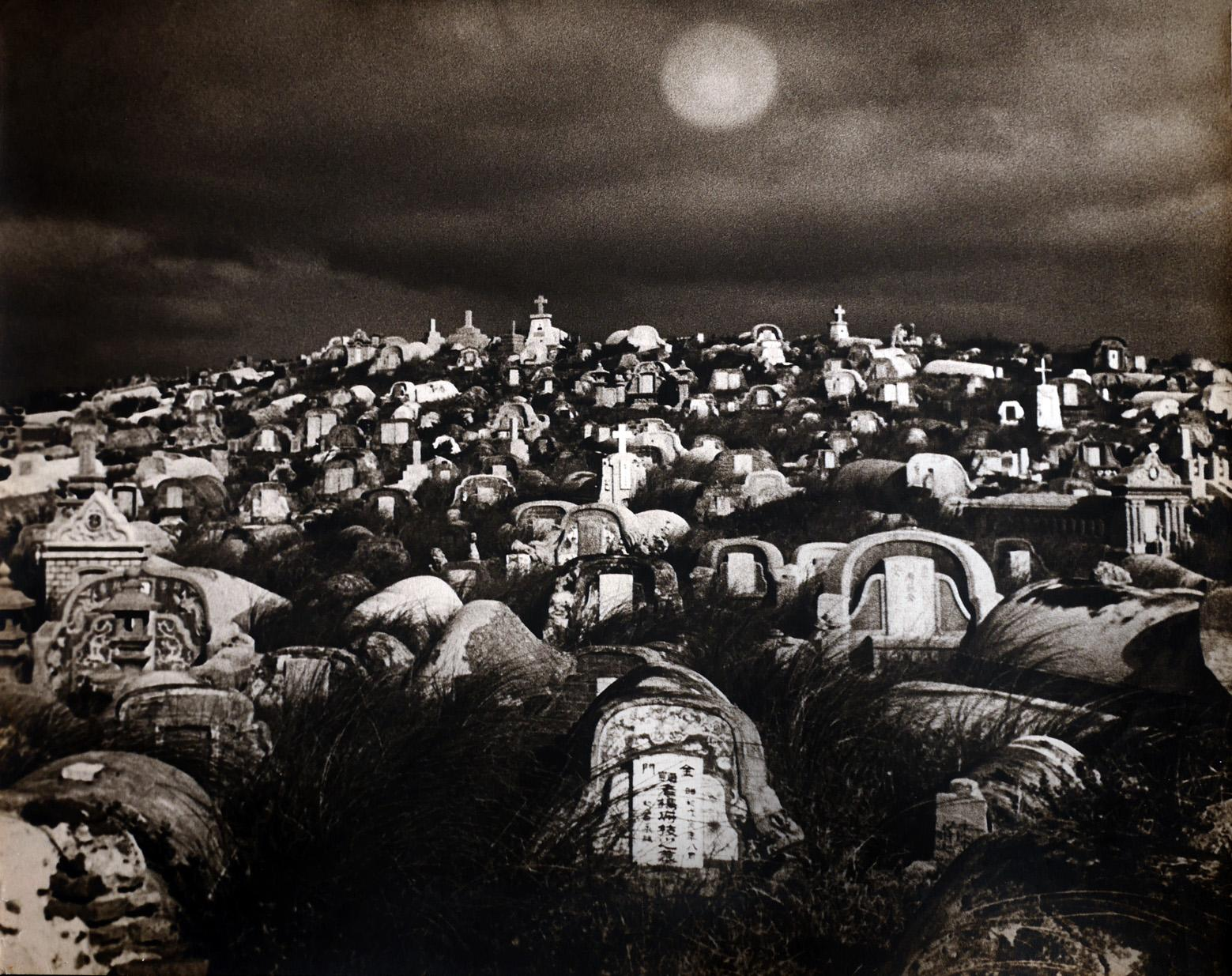
張才拍攝的湯匙山

據當地傳說，湯匙山為風水上的「湯匙穴」，而安平當地商賈何傳的祖先即葬在此處；亦有鄭荷交戰下的骨骸和戰船帶來的青龍砲葬在此處一說。山上亦建有一大眾廟，其創建年代不詳，而水師協鎮沈耀曾於1750年將其增建。於1840年，按察使銜分巡台灣兵備道姚瑩為加強海防，在湯匙山西側山麓設立安平小砲臺。於1938年，安平十二軍夫墓興建於此。